# San Telemaco
San Telemaco (Anatolia, IV secolo – Roma, 1º gennaio 404, secondo la tradizione) è stato un martire romano durante il regno di Onorio.

## Biografia

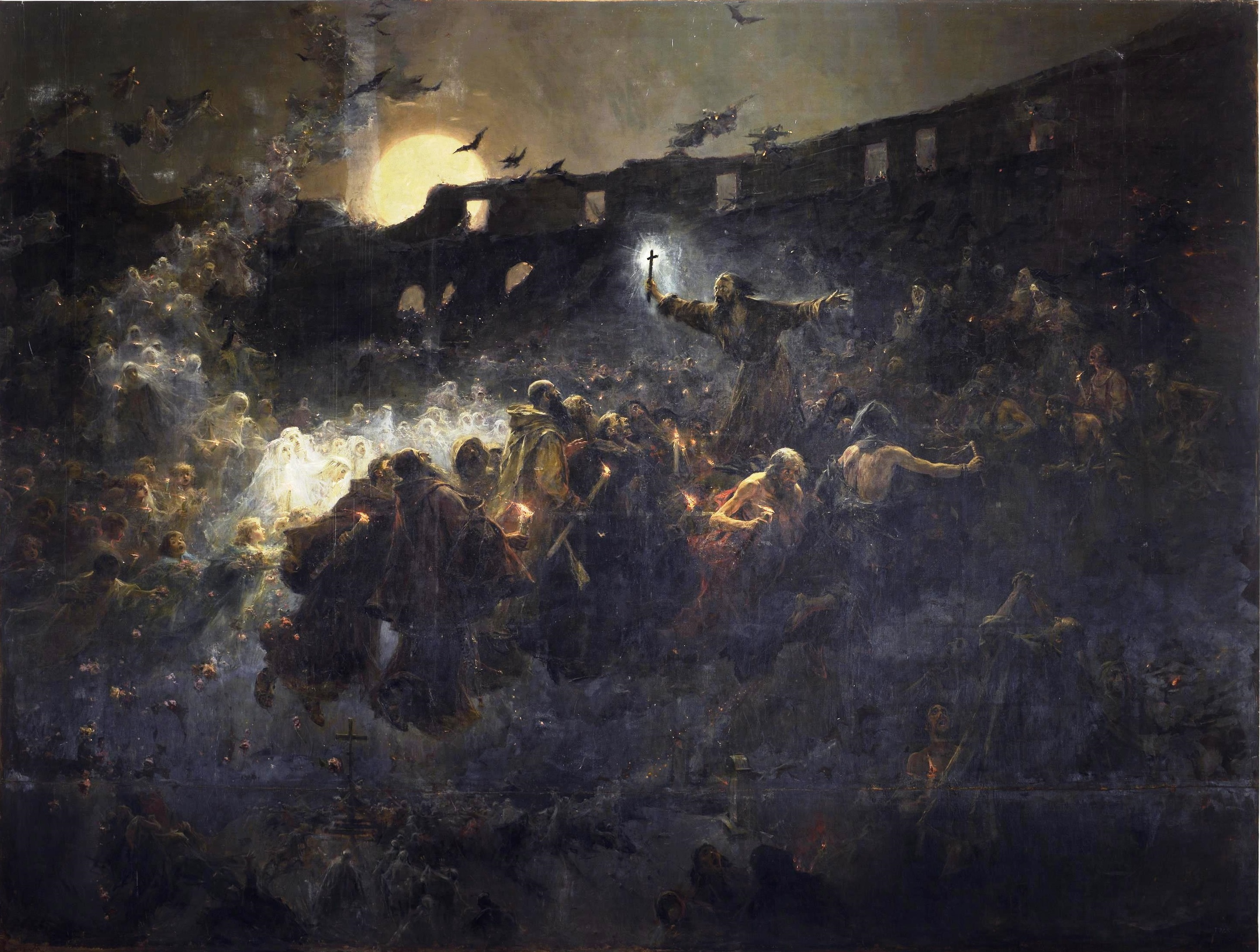
San Telemaco in un dipinto di José Benlliure y Gil intitolato La visione del Colosseo - L'ultimo martire

San Telemaco (conosciuto anche come sant'Almachio) era un monaco originario dell'Anatolia che, secondo la testimonianza dello storico Teodoreto di Cirro nel 401 d.C. intervenne per fermare un combattimento tra gladiatori al Colosseo, venendo così lapidato dalla folla. L'imperatore Onorio tuttavia sarebbe rimasto colpito da questo martirio a tal punto da vietare le lotte tra gladiatori.
Sulla base di questa notizia, dato che l'ultimo combattimento gladiatorio a Roma risale al 1º gennaio 404, tale data è stata convenzionalmente adottata per celebrare il martirio di san Telemaco.
Il pittore spagnolo José Benlliure y Gil ha dipinto nel 1887 una tela di grandi dimensioni, intitolata La visione del Colosseo, oggi conservata al Museo di belle arti di Valencia e dedicata all'episodio di san Telemaco che predica perché siano fermati i giochi cruenti dei gladiatori.